# اندغام
الاندغام هو فناء مقطعين أو أكثر في مقطع واحد. وقريب من هذا في العربية فناء أحد الصوتين المتجانسين أو المتقاربين المتجاورين في الآخر. ومثال ذلك مما يعدون في «من + ما».